# Augusto Maynard Gomes
Augusto Maynard Gomes (Rosário do Catete, 16 de fevereiro de 1886 , 14 de agosto de 1957) foi um político brasileiro. Filho de Manuel Gomes da Cunha e Tereza Maynard Gomes.
Foi governador de Sergipe em duas ocasiões: o primeiro mandato no período de 16 de novembro de 1930 a 28 de março de 1935 e o segundo mandato no período de 27 de março de 1942 a 27 de outubro de 1945. Por duas vezes ocupou também uma cadeira no Senado Federal nos períodos de 1947 a 1951 e de 1955 a 1957.